# Spitzmauer
Spitzmauer är ett berg i Österrike.   Det ligger i distriktet Kirchdorf och förbundslandet Oberösterreich, i den centrala delen av landet, 180 km väster om huvudstaden Wien. Toppen på Spitzmauer är 2 446 meter över havet, eller 513 meter över den omgivande terrängen. Bredden vid basen är 1,9 km.
Terrängen runt Spitzmauer är huvudsakligen bergig. Närmaste större samhälle är Liezen, 19,3 km sydost om Spitzmauer. 
I omgivningarna runt Spitzmauer växer i huvudsak blandskog. Runt Spitzmauer är det ganska glesbefolkat, med 40 invånare per kvadratkilometer.